# Pentagon

Srovnání velikostí:
• Pentagon, 431 m (světle modrá)
• LZ 129 Hindenburg, 245 m (zelená)
• japonská bitevní loď Jamato, 263 m (tmavě modrá)
• USS Enterprise (CVN-65), 342 m (žlutá)
• RMS Queen Mary 2, 345 m (růžová)
• Empire State Building, 443 m (šedá)
• supertanker Knock Nevis, 458 m (červená)
• Apple Park, průměr 461 m (světle zelená)

Pentagon je velká kancelářská budova v okrese Arlington (Arlington County) v americkém unijním státě Virginie. Je to sídlo ministerstva obrany Spojených států amerických. Jako symbol amerických ozbrojených sil je termín Pentagon metonymicky vztahován k ministerstvu obrany Spojených států spíše než k samotné budově. 
Budova byla navržena architektem Georgem Bergstromem a nad její stavbou měl dozor plukovník Leslie Groves. Stavba byla zahájena 11. září 1941 a dokončena 15. ledna 1943.
Budova Pentagonu má rozlohu 600 000 m², z nichž je 340 000 využíváno jako kanceláře. V budově pracuje kolem 28 000 vojenských a civilních zaměstnanců. Budova má dvě podzemní a pět nadzemních podlaží. Dále se vyznačuje pěti prstencovými koridory v každém patře, s celkovou délkou 28 km. Komplex Pentagonu zahrnuje také centrální náměstí neoficiálně nazývané „Ground zero“; tato přezdívka vznikla během studené války a vycházela zpřesvědčení, že v případě jaderné války by Sovětský svaz na toto místo zaměřil přinejmenším jednu jadernou hlavici.
Dne 11. září 2001 do budovy narazil unesený Boeing 757 Let American Airlines 77, který usmrtil 189 lidí (5 únosců, 59 lidí v letadle a 125 v budově).

## Popis stavby
V souladu se svým názvem (pentagon je anglický výraz pro pětiúhelník) je to mohutná čtyřpatrová stavba ve tvaru pěti soustředných pravidelných pětiúhelníkových okruhů (rings, značených A až E, s délkou strany přes 200 m), protnuté na každé straně třemi spojnicemi. Tvar stavby údajně vzešel z požadavku o co nerychlejší možný přesun pěšky mezi kterýmikoli kancelářemi. Uprostřed celé struktury se nachází zahrada s několika stromy. Zastavěná plocha objektu zabírá 11,6 hektarů, další 2 hektary představují výměru zahrady.
Prostory Pentagonu jsou jednoznačně určeny kódem, ze kterého se dá snadno vyčíst, kde se přesně nachází. Např. 3D426 znamená 3. patro strany D, 4. chodba, místnost č. 26.

## Poloha
V blízkosti Pentagonu vede silnice dálničního typu, několik stovek metrů od něj je letiště a směrem k Potomacu též malé přístaviště. Poblíž se nachází známý Arlingtonský národní hřbitov.

## Historie
Myšlenka postavit jedno centrum, z něhož by byly koordinovány válečné operace ozbrojených sil Spojených států, vzešla za úřadu Franklina D. Roosevelta, kterého znepokojovala expanze Hitlera v Evropě. Před dokončením Pentagonu bylo 17 míst, odkud americká armáda plánovala další postup. Stavba budovy vyšla na zhruba 83 milionů tehdejších dolarů. Přibližně po sedmi letech, v roce 1950, úspory vzešlé ze soustředění velení americké armády do jednoho místa, převýšily náklady za stavbu (jinými slovy, touto úsporou si na sebe Pentagon vydělal).
Po bombovému útoku v Oklahoma City v roce 1995 prošel Pentagon významnější renovací, některé strany byly ztvrzeny ocelí, do vnějších oken byla nasazena skla schopná odolat vysokým změnám tlaku, např. z výbuchu, ve vnitřních částech byly nainstalovány dveře, které se automaticky měly otevřít v případě požáru. Mezi lety 1999/2000 prováděli pracovníci a někteří internisté Pentagonu cvičení nacvičující reakci na krizové situace; jeho scénář byl ten, že do budovy mělo narazit komerční dopravní letadlo.
11. září 2001 (přesně 60 let od zahájení stavby) se Pentagon stal cílem teroristického útoku. Do jeho jižní stěny narazil unesený Boeing 757 letu 77.